# Karl Fredrik av Sachsen-Weimar-Eisenach
Karl Fredrik, storhertig av Sachsen-Weimar-Eisenach, född den 2 februari 1783, död den 8 juli 1853, var 1828-1853 regerande storhertig av Sachsen-Weimar-Eisenach.

## Biografi
Han var född i Weimar, som äldste son till Karl August av Sachsen-Weimar-Eisenach och Louise av Hessen-Darmstadt.
Karl Fredrik efterträdde sin kände fader som storhertig när denne 1828 dog. Hans huvudstad, Weimar fortsatte att vara kulturell huvudstad i Centraleuropa, även efter Goethes bortgång 1832. Johann Nepomuk Hummel gjorde karriär i Weimar som Kapellmeister till sin död 1837. Franz Liszt slog sig ner i Weimar 1848 som Kapellmeister och samlade kring sig en cirkel som gjorde hovet i Weimar till ett musikaliskt centrum.
Storhertig Karl Fredrik dog på Slottet Belvedere i Weimar 1853.

## Familj
Den 3 augusti 1804 i Sankt Petersburg gifte sig Karl Fredrik med storfurstinnan Maria Pavlovna av Ryssland, dotter till Paul I av Ryssland. De fick fyra barn:
1. Paul Alexander Karl Constantin Frederick August (1805-1806).
2. Marie av Sachsen-Weimar (1808-1877), gift med Karl av Preussen.
3. Augusta av Sachsen-Weimar (1811-1890), gift med Wilhelm av Preussen, som blev Vilhelm I av Tyskland.
4. Karl Alexander av Sachsen-Weimar (1818-1901).